# ريان كوردل
ريان كوردل (بالإنجليزية: Ryan Cordell)‏ هو لاعب محترف لكرة القاعدة ‏ أمريكي، ولد في 31 مارس 1992 في سان دييغو في الولايات المتحدة.

## وصلات خارجية
- ريان كوردل على موقع دوري كرة القاعدة الرئيسي (الإنجليزية)
- ريان كوردل على موقعبيزبول رفرنس.كوم (الدوري الرئيسي) (الإنجليزية)
- ريان كوردل على موقعبيزبول رفرنس.كوم (الدوري الثانوي) (الإنجليزية)
- ريان كوردل على موقع إي إس بي إن.كوم (أم.أل.بي) (الإنجليزية)
- ريان كوردل على موقع مشجعي الرسوم البيانية (الإنجليزية)